# 손창식
손창식(孫昌植, 일본식 이름: 孫田昌植손다 쇼쇼쿠, 1906년 11월 8일 ~ 1979년 4월 16일)은 일제강점기 당시 중국에서 활동했던 기업인으로 조선총독부 중추원 참의도 지냈다. 본관은 밀양이다.

## 생애
일본에서 도쿄 공예학교 정밀기계과를 졸업 하고 1932년 경에 중국 상하이로 건너갔다. 중국인 공장에서 일하기 시작하여 발명가 및 기업인으로 활동하면서 큰 부호가 되었다. 1932년에 《신동아》 기사를 통해 조선에도 '소년발명가'로 소개 되는 등 '동양의 에디슨'으로 불린 인물이었다.
상해정밀기계공예라는 기업체를 운영하면서 일본군을 상대로 한 군수공업으로 부를 쌓았다. 손창식은 무기공장을 운영하며 비밀리에 일본 특무대에 무기를 지원하였으나, 한편으로는 상하이에 본부를 둔 대한민국 임시정부 계열 항일 조직과도 연계를 맺으면서 이중적인 활동을 했다.
태평양 전쟁 중 비행기 대금을 헌납하고, 삼천포에 신사를 지을 때도 고액의 조영비를 냈다. 이 시기에 조선총독부가 자본가들을 대거 중추원 참의로 등용하면서 손창식도 중추원 참의에 임명되었다.
1941년에 상해계림회가 조직되었을 때는 이사장을 맡았다. 상해계림회는 일본영사관과 일본군 부대, 특무기관 등과 밀착하여 일종의 밀정 활동을 수행한 단체였다. 손창식은 일본군에서 탈출하여 광복군에 가담한 한성수를 밀고하여 참수당하게 한 것으로도 알려졌다. 한성수가 김학규의 지시에 따라 손창식을 찾아가 군자금을 요구했다가 일본군 헌병대에 체포되었기 때문이다.
태평양 전쟁이 종전된 뒤 중국에서 친일파 인물을 뜻하는 한간(漢奸)으로 지목당해 체포되었으나, 임시정부 측 인사가 구원해 주어 살아났다.
2002년 발표된 친일파 708인 명단과 2008년 공개된 민족문제연구소의 친일인명사전 수록예정자 명단, 2009년 친일반민족행위진상규명위원회가 발표한 친일반민족행위 705인 명단에 모두 포함되었다.

## 같이 보기
- 조선총독부 중추원
- 대한민국 임시정부